# وادي البستان
وادي البستان (بالعبرية: נחל בוסתן‏) هو جدول مائي يقع على جبل الكرمل في منطقة الكرمل الأوسط. يبدأ برافدين ينبعان من الأحياء الغربية لدالية الكرمل (منطقة "بيت أوليفانت")، ويلتقيان ليشكلا وادي البستان غرب دالية الكرمل. يتدفق الجدول غربًا، متجهًا نحو قرية الشبيبة "يمين أورْد"، حيث يتدفق إليه وادي عين الداليون (بالعبرية: נחל דוכן-نحال دوخن‏)، الذي يبدأ من جبل الشقف، من الشمال. في نهايته، يتدفق وادي البستان إلى وادي الفلاح (بالعبرية: נחל אורן-نحال أورِن‏) على «حافة أصبع»، على بُعد حوالي نصف كيلومتر شرق مفترق كيبوتس "بيت أورن" شمال موقع قرية عين حوض الأصلي. يُعتبر هذا الجدول جزءًا من حوض الصرف الغربي للكرمل، وهو طويل، ذو انحدار معتدل، ووادي واسع ومستوٍ.

## أطلال في مجرى النهر
على طول الضفة الجنوبية للوادي، يمتد طريقٌ من دالية الكرمل إلى بلدة «نير عتصيون». الجزء الأول مُعبّد، وما تبقى طريقٌ ترابيٌّ لا يمكن عبوره بالمركبات. يمر الطريق بموقعين كانا في السابق قريتين درزيتين مُدمّرتين. في الشرق "خربة أم الشقف" جنوب جبل الشقف. كانت القرية مأهولة حتى عام 1840. تضمّ هذه القرية بساتين زيتون ومساحاتٍ زراعيةً يزرعها سكان دالية الكرمل. وقد عثر مسحٌ أثريٌّ أُجري في الموقع على أدواتٍ من الصوان من العصرين الحجري الحديث والنحاسي، وفخارياتٍ من العصور الهلنستية والرومانية والبيزنطية والعربية، بالإضافة إلى معصرة نبيذ. أما وإلى غربها، وهي الأقرب إلى "نير عتصيون"، فهي خربة البستان. وكانت تقع في الموقع قريةٌ درزيةٌ تُدعى خربة البستان. عُثر في الموقع على آثار تعود إلى العصر الحجري القديم، والعصر الحجري الحديث، والبيزنطي، والعصر العربي المبكر. تشمل هذه الآثار معصرة نبيذ، وكهوفًا للدفن، وبقايا جدران، وأساسات، وغيرها. دُمّرت القرية الدرزية على يد أهالي قرية عين حوض، الذين ضمّوا أراضيهم إلى أراضي قريتهم.

## ينابيع في الوادي
على طول مجرى الوادي، توجد عدة ينابيع، منها عين تقع شمال شرق دالية الكرمل، وعين شمالية بين رافديه عند منبع وادي البستان. حُفرت بئر هناك بعمق خمسة أمتار. إلى الغرب، بالقرب من خربة أم الشقف، يقع نبع عين الشقف المدمر. بُني فوقه هيكل خرساني. تتدفق مياه النبع عبر أنبوب تحت مستوى سطح الأرض إلى بركة خرسانية. إلى الغرب، يقع نبع عين العصافير، ذو معدل تدفق منخفض. إلى الغرب، أسفل النهر، تقع عين الزرقاء. يتدفق النبع في حفرة دائرية يبلغ عمقها حوالي مترين وربع المتر.